# بتولینیک اسید
بتولینیک اسید (به انگلیسی: Betulinic acid) با فرمول شیمیایی C۳۰H۴۸O۳ یک ترکیب شیمیایی با شناسه پاب‌کم ۶۴۹۷۱ است. که جرم مولی آن ۴۵۶٫۷ g/mol می‌باشد. 